# Maria Cristina da Áustria
Maria Cristina Henriqueta Desidéria Felicita Raniera  (Brno, 21 de julho de 1858 – Madrid, 6 de fevereiro de 1929) foi a segunda esposa do rei Afonso XII e Rainha Consorte da Espanha de 1879 até 1885, depois servindo como Rainha Regente entre 1885 e 1902 durante a menoridade de seu filho Afonso XIII. Era filha do arquiduque Carlos Fernando da Áustria e sua esposa a arquiduquesa Isabel Francisca da Áustria.
Por via materna guardava parentesco com as famílias reais espanhola e austríaca, pois que era tataraneta de Carlos III de Espanha e bisneta de Leopoldo II da Áustria. Filha do arquiduque Carlos Fernando de Áustria-Teschen e da arquiduquesa Isabel Francisca de Áustria-Toscana, era sobrinha dos imperadores de Áustria e do México: Francisco José e Maximiliano. Falecido Afonso XII, exerceu a regência durante a menoridade do seu filho, o rei Afonso XIII de 1885 até 1902. Durante o seu reinado ocorreu a Guerra Hispano-Americana, na qual Espanha perdeu as últimas posses do seu império colonial.

## Casamento e reinado

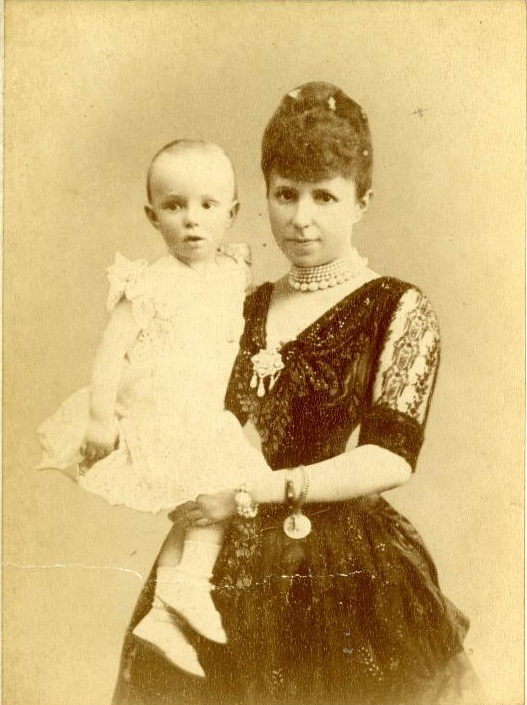
Maria Cristina com Afonso XIII.

Maria Cristina tornou-se a segunda esposa do rei Afonso XII de Espanha em 1879, após enviuvar este de Maria das Mercedes de Orleães. Quando o soberano faleceu  em 1885, achava-se grávida de um filho que nasceria póstumo. Em consequência, teve de assumir a regência. Meses mais tarde nasceu Afonso XIII, quem se converteu na grande esperança para o trono espanhol. A rainha, sem experiência na política, deixou-se assessorar por Práxedes Mateo Sagasta, com quem acabaria travando uma estreita amizade.
Maria Cristina guiou-se pela sensatez e o equilíbrio nos seus dezessete anos de regência, sendo-lhe reconhecida pelos historiadores a sua impecável observância das obrigações constitucionais. Teve por confessor a José Fernández Montaña, ao qual lhe encarregou a educação de Afonso XIII. Pouco depois da morte do rei Afonso XII, com o objetivo de evitar os erros que deram lugar à crise do reinado de Isabel II, chegou-se ao Pacto do Pardo: Um acordo subscrito por Antonio Cánovas del Castillo e Práxedes Mateo Sagasta, que instituiu o sistema de turnos pacíficos em exercício do poder entre liberais e conservadores e consolidou a Restauração até finais do século XIX e princípios do século XX. O papel de Maria Cristina no sistema de governo foi representativo, já que não participou nos confrontos entre os partidos dinásticos, respeitando o turno à hora de chamar os candidatos a formar governo embora se sentisse mais próxima a Sagasta. Promulgaram-se, entre outras, a Lei de Sufrágio Universal e a Lei de Associações.
Nos seus últimos anos de regência agravou-se o problema marroquino e a conflitualidade social. Desta época datam também os começos do catalanismo político. Além disso, a perda das três últimas colônias hispano-americanas em 1898 e o começo da decomposição dos dois partidos do turno ao desaparecer Cánovas e Sagasta poucos anos depois, sumiram ao país numa grave crise, que evidenciou a inoperância que adquiriu, coincidindo com o câmbio de século, o regime da Restauração. Finalmente, em 1902, Afonso XIII foi proclamado rei da Espanha, e a partir de então consagrou-se às obras de caridade e à sua vida familiar e, a partir de 1906, ao contrair matrimônio o seu filho Alfonso com Vitória Eugênia de Battenberg, utilizou o título de «Rainha Mãe». 
Faleceu no Palácio Real de Madrid a 6 de fevereiro de 1929 e foi enterrada no Mosteiro do Escorial.

## Filhos
Teve três filhos com Afonso XII:
- Mercedes, Princesa das Astúrias (1880–1904)
- Maria Teresa da Espanha (1882–1912), Infanta de Espanha
- Afonso XIII de Espanha (1886–1941), rei da Espanha